# Sphaerodinus
Sphaerodinus es un  género de coleópteros adéfagos de la familia Carabidae.

## Especies
Comprende las siguientes especies:
- Sphaerodinus goudoti Jeannel, 1949
- Sphaerodinus pauliani Basilewsky, 1977